# حفل افتتاح الألعاب الأولمبية الصيفية 2004
أقيم حفل افتتاح دورة الألعاب الأولمبية الصيفية لعام 2004 في 13 أغسطس 2004 في الملعب الأولمبي في ماروسي، اليونان، وهي ضاحية من ضواحي أثينا. حضر 72،000 متفرج الحدث، مع ما يقرب من 15000 رياضي من 202 دولة تشارك في الحفل كذلك. ويعتبر هذا البث الأول من نوعه في التلفزيون عالي الوضوح، التي تقوم بها محطة إن.بي.سي الأمريكية واليابانية NHK.